# Aurélien Ducoudray
Aurélien Ducoudray, né en 1973 à Châteauroux en France, est un scénariste français de bande dessinée.

## Biographie
En 2015, il reçoit avec Anlor le prix Saint-Michel du meilleur album francophone pour le second volume d'Amère Russie.
À partir de 2015, Luc Brunschwig et Aurélien Ducoudray scénarisent Bob Morane-Renaissance, sur un dessin de Dimitri Armand. Néanmoins, cette reprise se conclut par un échec car le créateur initial de la série, Henri Vernes, trouve le résultat « médiocre » et critique la nouvelle version,.
L'Anniversaire de Kim Jong-Il, qu'il a écrit, et dessiné par Mélanie Allag, est publié en 2016, dont le thème est « la Corée du Nord dans les yeux d’un enfant. »
En 2019 paraît le premier tome de la série qu'il a écrite, KidZ, dessinée par Jocelyn Joret, qui se déroule aux États-Unis, envahis par des zombies. Pour Benjamin Roure de Télérama : « cette série écrite par Aurélien Ducoudray jouit de dialogues pêchus et de scènes très fortes, tour à tour horrifiques et bouleversantes. Le dessin limpide et les couleurs tranchées de Jocelyn Joret créent une ambiance aux confins de la BD, du jeu vidéo et de l’animation, du plus bel effet. »

## Œuvre
- Championzé - Une histoire de Battling Siki, Champion du monde de boxe, 1922, Futuropolis, 6 janvier 2010
Scénario : Aurélien Ducoudray - Dessin : Eddy Vaccaro -  (ISBN 9782754802482)[7]
- La Faute aux chinois, Futuropolis, 5 juin 2011
Scénario : Aurélien Ducoudray - Dessin : François Ravard -  (ISBN 9782754801997)[8]
- The Grocery, dessin de Guillaume Singelin, Ankama Éditions

1. Tome 1, 2011
2. Tome 2, 2013
3. Tome 3, 2013
4. Tome 4, 2016 - Sélection officielle du Festival d'Angoulême 2017

- Gueule d'amour, dessin de Delphine Priet-Mahéo, La Boîte à bulles, mai 2012,  (ISBN 978-2-84953-143-3)
- El Paso, dessin et couleurs de Bastien Quignon, Sarbacane, octobre 2012,  (ISBN 978-2-84865-556-7)
- Békame, dessin de Jeff Pourquié, Futuropolis,

1. Première partie, février 2012,  (ISBN 9782754804042)
2. Deuxième partie, juin 2014,  (ISBN 9782754808729)

- Clichés de Bosnie (Bosanska slika), dessin de François Ravard, Futuropolis, juin 2013,  (ISBN 978-2-7548-0699-2)[9]
- Young, dessin et couleurs Eddy Vaccaro, Futuropolis, novembre 2013,  (ISBN 978-2-7548-0628-2)
- Sixteen Kennedy Express, dessin et couleurs de Bastien Quignon, Sarbacane, février 2014  (ISBN 978-2-84865-671-7)
- Amère Russie, dessin d'Anlor, Bamboo édition

1. Les Amazones de Bassaïev, juin 2014  (ISBN 978-2-8189-3113-4)
2. Les Colombes de Grozny, juin 2015  (ISBN 978-2-8189-3360-2)

- DoggyBags, Volume 5, avec  El Puerto, Tomeus, Neyef, Run, Kartinka 2014, Ankama Éditions, Label 619,  (ISBN 978-2359104660)
- La Malbête, dessin et couleurs de Hamo, Bamboo Édition

1. Monsieur Antoine en Gévaudan, avril 2015  (ISBN 978-2-8189-3289-6)
2. Barthélémy de Beauterne, mars 2016  (ISBN 978-2-8189-3565-1)

- Mobutu dans l'espace, Futuropolis, 8 mai 2015
Scénario : Aurélien Ducoudray - Dessin : Eddy Vaccaro -  (ISBN 9782754810906)
- Bob Morane : Renaissance, scénario de Luc Brunschwig et Aurélien Ducoudray, dessin de Dimitri Armand, couleurs de Hugo Facio, Le Lombard

1. Les Terres rares, octobre 2015,  (ISBN 9782803633760)
2. Le Village qui n'existait pas, octobre 2016

- Léviathan , scénario avec Luc Brunschwig, dessin et couleurs Florent Bossard, Casterman

1. Après la fin du monde, mars 2016  (ISBN 978-2-203-08965-5)
2. Quelque chose sous nos pieds, septembre 2017  (ISBN 978-2-203-11595-8)

- Bots, dessin et couleurs de Steve Baker, Ankama

1. Tome 1, avril 2016  (ISBN 978-2-35-910936-8)
2. Tome 2, janvier 2018  (ISBN 979-1-03-350432-0)

- À coucher dehors, dessin de Anlor, Bamboo Édition

1. Tome 1, septembre 2016  (ISBN 978-2-8189-4008-2)
2. Tome 2, septembre 2017  (ISBN 978-2-8189-4279-6)

- L'Anniversaire de Kim Jong-Il, Delcourt, 24 août 2016
Scénario : Aurélien Ducoudray - Dessin : Mélanie Allag -  (ISBN 9782756051543)[5]
- Mort aux vaches, dessin de François Ravard, Futuropolis, septembre 2016
- Les Chiens de Pripyat, dessin de Christophe Alliel, couleurs de Magali Paillat, Bamboo Édition

1. Saint Christophe, janvier 2017  (ISBN 978-2-8189-4075-4)[10],[11]
2. Les Enfants de l'atome, janvier 2018  (ISBN 978-2-8189-4380-9)[12],[13]

- La Ballade de Dusty, dessin de Gilles Aris, couleurs de Albertine Ralenti, Bamboo Édition

1. Bertha wagon à bestiaux, mars 2018  (ISBN 978-2-8189-4463-9)

- La Troisième Population[14] , Futuropolis, 3 mai 2018
Scénario : Aurélien Ducoudray - Dessin : Jeff Pourquié -  (ISBN 9782754816809)
- KidZ, dessin Jocelyn Joret, éditions Glénat

1. Tome 1[6], 2019  (ISBN 9782923621845)
2. Tome 2[15], janvier 2020

- Rendez-vous avec X : L'Affaire Pilecki, de Aurélien Ducoudray et Olivier Martin, cahier documentaire de Patrick Pesnot, Éditions Comix Buro, 2020  (ISBN 978-2-344-03263-3)

- Lucienne ou les millionnaires de la Rondière, de Aurélien Ducoudray (scénario) et Gilles Aris (dessin), Bamboo, 2020[16],[17]
- L'impudence des chiens , Editions Delcourt, 2022  (ISBN 9782413043607)
- L'ours de Ceausescu, Steinkis Editions, 2022  (ISBN 9782368464670)
- Les âmes noires, Dupuis, 2024  (ISBN 9791034767458)

## Prix et distinctions
- 2013 : prix Nouvelle République pour Clichés de Bosnie
  - Prix Région Centre-Val-de-Loire pour  clichés de Bosnie, avec François Ravard
- 2014 :
  - Prix Saint-Michel de la Presse pour Mobutu dans l'espace avec Eddy Vaccaro[18]
  - Prix Saint-Michel du meilleur album pour Amère Russie, avec Anlor[18]
  - Prix Nouvelle République pour L'anniversaire de Kim Jong Il